# 新しい人よ眼ざめよ
『新しい人よ眼ざめよ』（あたらしいひとよめざめよ）は、大江健三郎の短編連作集。文芸誌『群像』『新潮』『文藝春秋』『文學界』に掲載された7つの短編を収録している。1983年6月に講談社より単行本が発行され、その年の大佛次郎賞を受賞した。 1986年に講談社文庫、2007年に講談社文芸文庫にて文庫化された。
表題の『新しい人よ眼ざめよ』は、ブレイクの後期預言詩のひとつ『ミルトン』の序の一節「Rouse up, O, Young men of the New Age !」からインスピレーションを得ている。また各短編のタイトルもブレイクの詩行や絵画のタイトルに由来する。

## 収録作品について
以下の7編を収録する。丸括弧内は初出誌。
- 無垢の歌、経験の歌（『群像』1982年7月号）
- 怒りの大気に冷たい嬰児が立ちあがって（『新潮』1982年9月号）
- 落ちる、落ちる、叫びながら…（『文藝春秋』1983年1月号）
- 蚤の幽霊（『新潮』1983年1月号）
- 魂が星のように降って、跗骨のところへ[3]（『群像』1983年3月号）
- 鎖につながれたる魂をして（『文學界』1983年4月号）
- 新しい人よ眼ざめよ（『新潮』1983年6月号）

## あらすじ
この短編連作集は「僕」を語り手としている。「僕」は著名な作家であり、中年に至っている。「僕」の家は、妻、長男で知的障害をもった息子「イーヨー」、その妹、その弟の3人の子供、の5人家族である。本作を通して「イーヨー」を中心とした「僕」の家族の日常が描かれていく。連作が書き進められるにつれ「イーヨー」は成長していく。精神的に不安定な時期を通過し、音楽の才能が徐々に芽生え、養護学校の寄宿舎生活を体験して大人になっていく。
「僕」は研究書なども参照しながら18〜19世紀のイギリスの神秘主義詩人ウィリアム・ブレイクを綿密に読解していく。平行して、家族のあり方、社会のあり方、世界の成り立ちなどについて思索する。時には「僕」の過去の回想もなされる。作品の中で引用されて読解の対象とされる詩の文句は、作中で描かれる「イーヨー」の行動と呼応する。「僕」は「イーヨー」の振る舞いを導きにして、ブレイクの預言詩が「僕」に対してあかす意味を啓示的に理解する。

### 無垢の歌、経験の歌
「僕」はヨーロッパにおける反核運動を題材にしたTVの特集番組の取材、撮影の旅にでていた。旅先でブレイクの詩集を手にとって読んでいるうちに久方ぶりにブレイクに強く惹かれる。旅から帰宅すると思春期の難しい時期にある「イーヨー」は家族が持て余すほどに荒れており「僕」は困惑する。しかし帰宅の翌朝には「イーヨー」は落ち着く。「僕」は荒れていた「イーヨー」の目に悲嘆の感情が表れていたのを理解する。作中、1970年のアジア・アフリカ作家会議に出席した際の堀田善衛とのインド旅行での出来事の回想が挿入される。

### 怒りの大気に冷たい嬰児が立ちあがって
学生時代に大学図書館で「僕」が偶然にブレイクと出会い、強力に惹き付けられた経験が回想される。＜人間は労役しなければならず、悲しまねばならず、そして習わねばならず、忘れねばならず、そして帰ってゆかなければならぬ ／そこからやって来た暗い谷へと 、労役をまた新しく始めるために＞。この詩句は「僕」の人生の先行きを示しているように感じられた。また、少年時代に故郷の“谷間”の村の川で泳いでいて、岩に挟まれ溺れかて死にかけた際の神秘的な経験も回想される。現在時においては「イーヨー」に癲癇が発症する。このエピソードで「イーヨー」は死の観念を持っていることがわかる。

### 落ちる、落ちる、叫びながら…
「僕」は自分が通う会員制プールに「イーヨー」を連れて行き水泳を教えている。そこでは元右翼、元左翼の過激派を集めて組織された集団の訓練が行なわれている。その中には三島由紀夫の私兵組織に在籍していたものもいるという。「僕」は集団の指導者と言葉を交わし、この集団に剣呑なものを感じる。あるとき「僕」が目を離した隙に、「イーヨー」は潜水用プールで溺れかけるが、その指導者によって救助される。

### 蚤の幽霊
ブレイクのテンペラ画「蚤の幽霊」からの連想で「僕」は「イーヨー」が性的に暴発してレイプを犯してしまう夢をみる。それは「僕」が現実に持っている懸念からくるものだった。それと絡んで「イーヨー」は果たして夢をみるのだろうか？という疑問が語られる。家族総出での伊豆の別荘への旅行の計画があったが、台風が襲来したことから計画は中止になる。しかし「イーヨー」が頑に別荘に行くことを主張したため、「僕」はヤケクソで「イーヨー」と二人だけで台風の中を別荘へ出向く。別荘で酒を飲んで眠った僕がうなされているところ「イーヨー」から「ぜんぜん恐くありません！夢ですから！」と声をかけられる。

### 魂が星のように降って、跗骨のところへ
「イーヨー」が幼児だった頃、彼が多数の鳥の声を聴き分けられることが判明した。それが「イーヨー」が音に対して特別な能力を発揮する始まりであった。その後、小学生になった「イーヨー」はピアノの先生について音楽を学び、作曲の能力を身につけていく。18歳の誕生日に「僕」は「イーヨー」の作曲したパルティータの楽譜を製本した。それを友人に配ったところ、障害者の共同生活施設から劇音楽の作曲の依頼を受ける。「イーヨー」はその仕事を立派にこなす。

### 鎖につながれたる魂をして
知的障害を持つ父親として「僕」が見聞する、障害者施設の建設反対などの、知的障害者の生と世間との軋轢が語られる。そして過去のある事件が想起される。渡辺一夫の紹介だと自己紹介する左派の過激派の政治活動をする二人の学生が「僕」の自宅にやってくる。彼らは「僕」を、紙の上の言論で政治に中途半端にコミットしながらも、結局は現実的な政治闘争に乗り出さず、特権的な地位で安穏としている、と批判する。彼らが「イーヨー」を誘拐しかけて東京駅に放棄するという事件が起きる。

### 新しい人よ眼ざめよ
中村雄二郎、山口昌男らとのバリ島の習俗の取材旅行の回想、亡くなった学生時代からの友人、文芸誌「海」の編集者、塙嘉彦の病床を見舞った際の印象的な会話の回想を枕にして『「雨の木」を聴く女たち』『同時代ゲーム』についての作者自身による自己批評が語られる。続けて、連作第一作で語られたヨーロッパの反核運動の取材のエピソード、そこでの『個人的な体験』の火見子のモデルとなった女性「キーコ」との再会のエピソードが語られる。現在時では「イーヨー」は養護学校の寄宿舎生活で家を離れることになった。久しぶりに帰宅した彼は精神的に大人になっていた。彼は「イーヨー」という子供っぽい渾名で呼ばれることを拒否する。「僕」は一抹の寂しさを感じはするが、肯定的な感慨を持つ。胸中でプレイクの詩句が沸き起こる。<眼ざめよ、おお 、新時代（ニュー・エイジ）の若者らよ ！……>

## 時評
作品発表時の時評としては主に以下のものがある。
- 竹田青嗣「世界という欲望 大江健三郎『新しい人よ眼ざめよ』」『文藝』1983年9月
- 青木保「『他者』の音楽―大江健三郎『新しい人よ眼ざめよ』を読む」『海』1983年10月
- 安岡章太郎「哀切な声『新しい人よ眼ざめよ』大江健三郎」『新潮』1983年10月号
- 吉本隆明「インタビュー・再生もしくは救済物語について―大江健三郎『新しい人よ眼ざめよ』」『潮』1984年5月号

## タイトルの由来
タイトルの由来するブレイクの作品（引用文の日本語訳はすべて大江健三郎による）
1. 「無垢の歌、経験の歌」-------詩集『無垢と経験のうた (The Songs of Innocence and of Experience)』
2. 「怒りの大気に冷たい嬰児が立ちあがって」-------「怒りの大気に冷たい嬰児が立ちあがって (The Cold Babe stands in the furious Air)」（『四人のゾアたち (The Four Zoas)』）
3. 「落ちる、落ちる、叫びながら……」-------「落ちる、落ちる、無限空間を、叫び声をあげ、怒り、絶望しながら (Down Down thro the immense with outcry fury & despair)」（『四人のゾアたち (The Four Zoas)』）
4. 「蚤の幽霊」-------テンペラ画『蚤の幽霊 (The Ghost of a Flea)』
5. 「魂が星のように降って、跗（あし）骨のところへ.」-------「それからはじめに私は見た、天頂から落ちる星のように垂直にくだってくる、つばめのように、あるいはあまつばめのように素早く/そして私の足の〔アシ〕骨のところに降り、そこから入り込んだ/しかし私の左足からは黒雲がはねかえってヨーロッパを覆ったのだ (Then first I saw him in the Zenith as a falling star, / Descending perpendicular, swift as the swallow or swift;/ And on my left foot falling on the tarsus, enterd there; / But from my left foot a black cloud redounding spread over Europe.)」(『ミルトン(Milton)』）
6. 「鎖につながれたる魂をして」-------「粉碾き臼を廻している奴隷をして、野原に走りいでしめよ。/空を見上げしめ、輝かしい大気のなか笑い声をあげしめよ。/暗闇と嘆きのうちに閉じこめられ、三十年の疲れにみちた日々、/その顔には一瞬の微笑をも見ることのなかった、鎖につながれたる魂をして、立ちあがらしめよ、まなざしをあげしめよ。(Let the slave grinding at the mill, run out into the field;/ Let him look up into the heavens & laugh in the bright air; / Let the inchained soul shut up in darkness and in sighing, / Whose face has never seen a smile in thirty weary years; Rise and look out,)『アメリカ ひとつの預言 (America a Prophecy)』）
7. 「新しい人よ眼ざめよ」-------「眼ざめよ、おお、新時代の若者らよ! (Rouse up, O, Young men of thーーe New Age !)」(『ミルトン(Milton)』 )

## ラジオドラマ
NHK-FMで1985年1月15日に放送された。

### キャスト
- 父(話し手) - 鈴木瑞穂
- 母 - 日色ともゑ
- イーヨー(光) - 山本基之
- 妹 - 三田寛子
- 弟 - 木村陽司
- 教師 - 冨田浩太郎
- 音楽劇の先生 - 宮城まり子
- 朗読(英詞) - ジョン・ベスター

## 関連文献
- 日本放送作家組合（編）、1986年5月26日『テレビドラマ代表作選集 1986年版』日本放送作家組合、243–265頁。